# 泉のほとりの牡鹿とライオン
「泉のほとりの牡鹿とライオン」（いずみのほとりのおじかとらいおん）は、イソップ寓話の一つ。ペリー・インデックス74番。

## あらすじ
あるシカが泉で水を飲んでいた。シカは水面に写る自分の角の立派さに我ながら惚れ惚れする一方、自分のか細い脚がみすぼらしく、残念でならなかった。
その時、ライオンが現れシカに向けて走り寄ってきた。シカは一目散に逃げ、細い脚を懸命に動かしライオンを大きく引き離した。
しかし、進んでいるうちに背の高い草や木の生い茂った場所に入ってしまい、そこで自分の立派な角が枝に絡まって動けなくなりライオンに食べられてしまった。

## 教訓
長所と短所は紙一重であり、見かけで判断するのは誤りである。